# Sciaphilomastax curvicerca
Sciaphilomastax curvicerca är en insektsart som beskrevs av Marius Descamps 1979. Sciaphilomastax curvicerca ingår i släktet Sciaphilomastax och familjen Eumastacidae. Inga underarter finns listade i Catalogue of Life.